# Mučín
Mučín este o comună slovacă, aflată în districtul Lučenec din regiunea Banská Bystrica. Localitatea se află la altitudinea de 189 m deasupra n.m., se întinde pe o suprafață de 11,74 km2 și în 2017 număra 769 de locuitori.

## Istoric
Localitatea Mučín este atestată documentar din 1246.

## Demografie
| An:                | 1994 | 2004   | 2014    | 2024   |
| ------------------ | ---- | ------ | ------- | ------ |
| Număr de persoane: | 676  | 687    | 772     | 771    |
| Diferență:         |      | +1,62% | +12,37% | −0,12% |

| An:                | 2023 | 2024   |
| ------------------ | ---- | ------ |
| Număr de persoane: | 761  | 771    |
| Diferență:         |      | +1,31% |